# Colmenar de Oreja

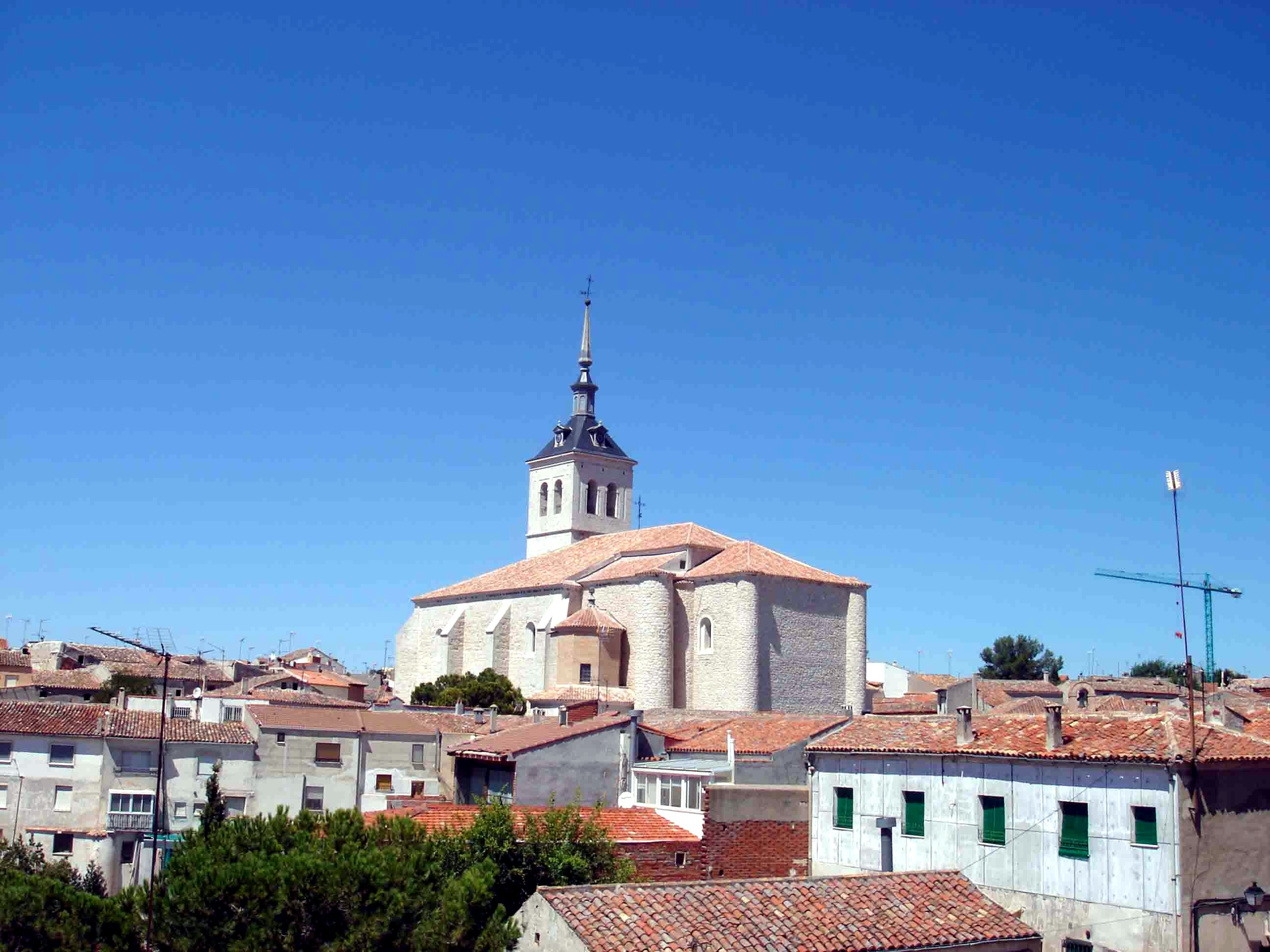
Cảnh Colmenar de Oreja.

Colmenar de Oreja là một đô thị trong Cộng đồng Madrid, Tây Ban Nha. Đô thị này có diện tích 126,3 km², dân số theo điều tra năm 2010 của Viện thống kê quốc gia Tây Ban Nha là 8397 người, mật độ 66,48 người/km². Đô thị này nằm ở khu vực có độ cao mét trên mực nước biển.